# 仲摩匠平
仲摩 匠平（なかま しょうへい、1986年10月5日 - ）は、広島県呉市出身の元プロバスケットボール選手である。ポジションはシューティングガード。元プロバスケットボール選手の仲摩純平は兄。

## 来歴
呉市立両城中学校、広島市立美鈴が丘高等学校出身。2004年高校3年時にインターハイベスト16、ウィンターカップ出場。
大学は大阪商業大学に進み、同期に奥本友人がいる。卒業後の2009年、奥本と共にIBLに参戦する日本人チーム「ニッポン・トルネード」に入団。
2010年、島根スサノオマジックの結成・bjリーグ参加と共に、チームトライアウトを経て入団。2011-12シーズンには兄・純平ともプレーした。2011年3月には練習中に左目に網膜剥離を起こし手術を受けた。3年目である2012-13シーズンに出場機会を伸ばし、島根初の西地区3位入り、プレイオフ地区準決勝進出に貢献した。
2014年、地元のチームであるNBL・広島ドラゴンフライズと契約する。
2018年 広島ドラゴンフライズを退団。
退団後は3人制バスケットボール3x3に転向する。
同2018年10月1日、3人制プロバスケットボールチーム『スリストム広島』を地元広島に設立。
株式会社スリストム　代表取締役社長兼選手として活動中。

## 記録
| シーズン         | チーム | GP | GS | MPG  | FG%  | 3P%  | FT%  | RPG | APG | SPG | BPG | TO  | PPG |
| ---------------- | ------ | -- | -- | ---- | ---- | ---- | ---- | --- | --- | --- | --- | --- | --- |
| bjリーグ 2010-11 | 島根   | 10 | 0  | 2.2  | .143 | .250 | .000 | 0.4 | 0.2 | 0.1 | 0   | 0.1 | 0.3 |
| bjリーグ 2011-12 | 島根   | 7  | 0  | 2.7  | .167 | ---  | .875 | 0.3 | 0.4 | 0.4 | 0   | 0.7 | 2.3 |
| bjリーグ 2012-13 | 島根   | 47 | 20 | 14.3 | .404 | .357 | .556 | 1.4 | 1.9 | 0.4 | 0.0 | 1.1 | 2.7 |
| bjリーグ 2013-14 | 島根   | 14 |    | 9.6  | .316 | .750 | .750 | 0.7 | 0.8 | 0.5 | 0.1 | 0.6 | 1.3 |
| NBL 2014-15      | 広島   | 38 |    | 8.1  | .359 | .385 | .818 | 0.8 | 0.4 | 0.4 | 0.0 | 0.4 | 1.6 |
| NBL 2015-16      | 広島   |    |    |      |      |      |      |     |     |     |     |     |     |
| B2 2016-17       | 広島   |    |    |      |      |      |      |     |     |     |     |     |     |